# New age (beweging)
New age, soms ook nieuwetijdsdenken, is een westerse spirituele beweging die ontstond in de 20e eeuw. De aanhangers van new age kijken sinds de jaren 1970 uit naar de komst van een 'nieuw tijdperk' van liefde en licht waar ze zich op voorbereiden door te werken aan eigen spirituele groei.
New age is een verzamelterm voor een breed palet aan esoterische filosofie, nieuwe religies, alternatieve therapieën en alternatieve leefwijzen die vanaf de tweede helft van de jaren 60 van de twintigste eeuw aan populariteit hebben gewonnen. Overkoepelend gaan newageaanhangers uit van een holistisch mens- en wereldbeeld, met daarbij het geloof in persoonlijke ontwikkeling, en het geloof dat de mensheid een nieuw tijdperk ingaat. Men ervaart de eenheid van mens, natuur en kosmos. Men hecht waarde aan een intuïtieve en gevoelsmatige benadering van problemen en zaken. New age wordt gezien als een reactie op traditionele monotheïstische religies, maar ook op materialisme, rationalisme en individualisme.

## Kenmerken
- New age gaat uit van een holistisch mens- en wereldbeeld: alles hangt met alles samen.
- New age is monistisch: achter de wereld der verschijnselen ligt één universele werkelijkheid, waar de mens deel van uitmaakt en zich bewust van kan worden.
- New age gaat uit van het bestaan van een persoonlijke ziel en een wereldziel. Deze worden ervaren als gescheiden, maar zijn dit niet. Dit in tegenstelling tot bijvoorbeeld perspectieven uit monotheïstische religies, waarin de weg die een mens gaat, vooral door God of het goddelijke wordt bepaald.
- Goed en kwaad zijn geen objectieve grootheden. De persoonlijke ervaring is medebepalend voor de bepaling van goed en kwaad. 'Goede' en 'kwade' krachten in de mens dienen met elkaar verbonden te worden om tot een groter geheel te komen.
- Door persoonlijke ontwikkeling verkrijgt men inzicht in de achterliggende eenheid van alles. Dit inzicht werkt bevrijdend.
- Persoonlijke ontwikkeling leidt tot 'heelwording' (healing), waarbij men verbonden is met de verschillende kanten van zichzelf en met hogere krachten, waardoor een hogere eenheid ontstaat.
- Deze eenheid geldt ook voor de eenheid met de natuur, die niet buiten de mens staat, maar waar de mens deel van uitmaakt. Hiermee dient de mens zich opnieuw te verbinden.
- New age is syncretisch: het integreert elementen uit verschillende religieuze levensbeschouwingen en perspectieven, naast occulte elementen, astrologie en paranormale verschijnselen.

Wouter Hanegraaff, hoogleraar Geschiedenis van de Hermetische Filosofie, onderscheidt in zijn studie vijf belangrijke stromingen of thema's die de newage-beweging kenmerken:
1. channeling: het ontvangen en verzenden van informatie, boodschappen, openbaringen van een andere bron dan het eigen bewustzijn (zoals engelen of andere soortgelijke entiteiten);
2. genezing en persoonlijke ontwikkeling (zoals in de transpersoonlijke psychologie). Met name het werk van Carl Gustav Jung over analytische psychologie vond veel weerklank bij newage-aanhangers;
3. "newage-wetenschap" die gebruikmaakt van de taal of principes van de wetenschap;
4. neopaganisme;
5. het thema van de komst van een nieuw tijdperk.

## Geschiedenis

### Oorsprong
New age heeft zijn wortels in de westerse esoterie, maar ook in het christendom. Neoplatonisme, de hermetische filosofie, magie, astrologie, alchemie, kabbalah en occultisme kunnen gezien worden als bronnen van de new age. In de Vroegmoderne Tijd (16e-17e eeuw) was er geen strikt onderscheid tussen natuurwetenschap en occulte wetenschap. Isaac Newton bijvoorbeeld was behalve wiskundige en natuurwetenschapper ook alchemist. Pas met de wetenschappelijke revolutie van de 18e en de 19e eeuw werden deze twee losgekoppeld.
Essentieel is het onderscheid tussen lichaam en geest. Dit is een voorchristelijk idee, dat we terugzien in het neoplatonisme, maar ook in het christendom. Weliswaar propageert het newage-denken holisme en de eenheid van lichaam en geest, maar tegelijkertijd staat het idee van de ziel of de geest die evolueert centraal. Hierin vormt het newage-denken geen radicale breuk met oudere opvattingen uit de westerse cultuur.
Plato stelde dat de echte wereld de wereld van de Ideeën is, en dat het de taak van de mens is om het aardse achter zich te laten en de wereld van de zuivere ideeën te betreden. In de allegorie van de grot beschrijft Plato dit idee. Via het neoplatonisme heeft dit streven naar de zuivere ideeënwereld het westerse denken diepgaand beïnvloed.
Het geloof in de ontwikkeling van de mensheid richting een Universele Wereldgeest is sterk geïnspireerd door Hegel, die stelde dat de Wereldgeest door het geheel van de historische gebeurtenissen tot zelfbewustzijn komt. In zekere zin kan deze suggestie ook worden herkend in het in 1955 voor het eerst in de Engelse taal verschenen Urantia Boek.

### De termnew age
Het begrip new age is in de 19e eeuw geïntroduceerd. Helena Petrovna Blavatsky, oprichter van de Theosophical Society kondigde een komende 'new age' aan. Volgens haar was hierbij een grote rol weggelegd voor de theosofen, want zij moesten de evolutie van het menselijke ras helpen begeleiden. De term new age was daarvoor al gebruikt door de visionaire dichter William Blake, in een voorwoord op zijn gedicht Milton a Poem. Hij zag new age als een tijdperk van artistieke en spirituele vooruitgang.
Alice Bailey publiceerde in 1944 haar boek Discipleship in the New Age, waarin het begrip new age werd gebruikt in verband met de overgang van het astrologische tijdperk van Vissen naar Waterman. Het idee van een nieuw tijdperk dat voor de mensheid was aangebroken, sloeg vooral aan in de subcultuur van de jaren zeventig.
Het beginpunt van de astrologische tijdrekening ligt ongeveer bij het begin van onze jaartelling. In die tijd bevond de zon zich bij het begin van de lente, het lentepunt, tussen de sterrenbeelden Vissen en Ram, met andere woorden, de zon stond vanaf 21 maart in Ram. Door de precessie van de aardas verplaatst het lentepunt zich in achterwaartse richting, zodat het lentepunt zich sindsdien ergens in het sterrenbeeld Vissen bevindt, hoewel horoscopen werken met een vaststaand lentepunt in Ram. Dit heet het tijdperk van Vissen. Aangezien een volledige omgang van het lentepunt langs de dierenriem circa 26.000 jaar in beslag neemt, duurt elk tijdperk ongeveer 2150 jaar (±1/12 deel). Het Vissentijdperk loopt dus nu ten einde (het is niet precies gedefinieerd wanneer) en het Watermantijdperk vangt aan. Dit is het nieuwe tijdperk - new age. Men veronderstelt dat elk tijdperk een periode in de evolutie van de mensheid symboliseert. Dit wordt bezongen in de hit Aquarius uit de musical Hair, waarin men hoopt op wereldwijde vrede in het tijdperk van Waterman.

### Groei van de newage-beweging
Het ontstaan en de groeiende populariteit van new age was mede mogelijk door het stijgen van de welvaart, en het toegankelijk worden van het hoger onderwijs voor mensen uit alle lagen van de samenleving, waardoor velen toegang kregen tot een breed scala aan voorheen exotische opvattingen.
De Amerikaanse theosoof David Spangler wordt beschouwd als een van de grondleggers van de moderne newage-beweging. Nadat hij zijn intrek genomen had in de Schotse Findhorn Foundation, ontwikkelde hij het fundamentele idee van de newage-beweging: een nieuwe golf van spirituele energie die aangekondigd werd door astrologische veranderingen. Toen hij midden jaren zeventig terugkeerde naar de Verenigde Staten werd hij de voornaamste architect van de beweging, met name door publicatie van verschillende boeken zoals Revelation: The Birth of a New Age (1976) die veel succes kenden. Net als Timothy Leary was hij voorstander van het gebruik van hallucinogene middelen om mystieke ervaringen op te wekken.

### New age als verzamelterm
De term new age is niet altijd een adequate benaming. Een breed scala aan al langer bestaande ideeën en opvattingen kwam tezamen in een subcultuur. Het gaat hierbij om psychologische, esoterische, occulte, religieuze en ecologische zaken. De spirituele perspectieven en activiteiten werden soms vermengd met traditionele religieuze elementen en rituelen.
In het Angelsaksische taalgebied is anno 2011 de term spiritual-but-not-religious meer gangbaar om deze eclectische en pluralistische beweging aan te duiden.
In Nederland is de term nieuwe spiritualiteit, of kortweg spiritualiteit, gangbaar. De WRR geeft een karakterisering hiervan

## Elementen van new age
Newage-aanhangers horen vaak niet bij één 'kerk' of groep. Eerder laat men de verschillende bestaande ideeën en tradities op zich inwerken, en stelt daar vervolgens een alternatieve, religieus getinte beschouwing uit samen. Bronnen zijn zowel oosterse als westerse spirituele en esoterische tradities, maar ook ideeën uit de natuurkunde, filosofie en westerse psychologie spelen een rol.
Het gaat dan om zaken als meditatie, chakrapsychologie, reiki, auralezing, seances door middel van channelen met diverse "entiteiten" zoals engelen en andere mythische wezens, light body, astrologie, jungiaanse psychologie, familieopstellingen, innerlijk-kindwerk, en NLP.
Voor al deze en vele andere activiteiten op dit gebied is een grote markt ontstaan. Zo geven tal van alternatief opgeleide therapeuten inmiddels trainingen in het bedrijfsleven, en is meditatie ook daar geen onbekend fenomeen meer.
Veel van dat gedachtegoed is evenwel ontleend aan aanzienlijk oudere praktijken die de afgelopen eeuwen door velen in de westerse wereld (dus zeker niet door iedereen) als bijgeloof werden beschouwd. Tegenwoordig zijn echter veel newage-aanhangers wetenschappelijk geschoold, zoals de arts Deepak Chopra, die meent dat er geen absolute tegenstelling bestaat tussen een wetenschappelijk wereldbeeld en het wereldbeeld dat door hem en zijn aanhangers wordt uitgedragen.

### Evolutie van het menselijk bewustzijn
De newage-beweging gaat uit van de overgang van het astrologische tijdperk van Vissen naar het tijdperk van Waterman, waarin het menselijk bewustzijn zich verder zal ontwikkelen. Dit tijdperk zal worden ingeluid door een nieuwe Wereldleraar. De persoonlijke naam van de nieuwe Wereldleraar is Maitreya ('de Gelukzalige'), wiens komst al werd voorspeld door Gautama Boeddha. Voorgaande tijdperken werden in- of uitgeluid door eerdere leraren: Hermes, Hercules, Rama, Mithras, Vyasa, Krishna, Boeddha en Jezus Christus.
Deze visie is gebaseerd op de esoterie als leer over de evolutie van het menselijk bewustzijn en gaat ervan uit dat de mens een geestelijk (spiritueel) wezen is, dat in opeenvolgende tijdperken nieuwe eigenschappen ontwikkelt, onder invloed van steeds veranderende kosmische energieën. Het begrip 'geestelijk' (spiritueel) wordt hierin gedefinieerd als "elke activiteit die de mens verder brengt dan zijn huidige toestand aangeeft -- fysiek, emotioneel, mentaal, intuïtief of maatschappelijk".
Een populaire uitdrager van deze ideeën is Ken Wilber, die in zijn boeken westerse psychologie en oosterse spiritualiteit heeft gecombineerd tot een model waarin de ziel zich via de lichamelijke en psychologische ontwikkeling bewust wordt van zijn goddelijke eenheid met het Al. Hij liet zich mede inspireren door Sri Aurobindo, en door Andrew Cohen.

### Spirituele psychologie
Uit de combinatie van westerse psychologie, met name psychoanalyse en haar diverse varianten, en oosterse spiritualiteit, zijn verschillende spirituele psychologieën ontstaan. Een andere term voor spirituele psychologie is transpersoonlijke psychologie.
De Diamond Approach van A.H. Almaas maakt gebruik van object-relatie theorie, het Enneagram, Boeddhisme en Soefisme.
De kwantumbewustzijn-benadering van Stephen Wolinsky is geïnspireerd door het werk van Almaas, en door de Advaita Vedanta-benadering van Nisargadatta Maharaj.
Een Nederlandse variant is de zijnsoriëntatie van Hans Knibbe.
Centraal in deze spirituele psychologieën staat het idee van verlies van essentie, onze oorspronkelijke ware aard. Het vertoont overeenkomsten met het idee van het ware of natuurlijke zelf, het besef levend en aanwezig te zijn. Door aanpassing aan verwachtingen van anderen, essentieel voor het overleven als sociaal menselijk wezen, ontstaat een vals of aangepast zelf, een ingeperkt gedragsrepertoire met een bijpassend ingeperkt zelfbeeld. Door bewustwording van de automatische reacties die we gebruiken kan dit aangepaste zelf doorzien worden, en de oorspronkelijke essentie herkend worden.
In spirituele psychologieen die geïnspireerd zijn door het boeddhisme, wordt een soortgelijk mensbeeld gehanteerd, maar ligt de nadruk meer op mindfulness (aandachtig gewaarzijn) om bewust te worden van de automatische reacties en het aangepaste zelf(beeld).

## Wetenschap en filosofie

### Natuurwetenschappen
Aanhangers van de newage-beweging laten zich mede inspireren door de modernere natuurwetenschappen zoals kwantummechanica en neurologie. Ze menen overeenkomsten te zien tussen de moderne fysica en de oosterse spiritualiteit:
Als voorbeeld hiervan interpreteert newage-auteur Stephen Wolinsky vrijelijk het onzekerheidsprincipe van Heisenberg, dat volgens Wolinsky inhoudt dat subatomaire gebeurtenissen door de waarnemer beïnvloed worden, terwijl het hier in werkelijkheid gaat over waarneming door middel van wetenschappelijke meetinstrumenten.
Voorbeelden van deze vermeende overeenkomsten zijn het idee van de onderlinge verbondenheid van alles wat er bestaat en het idee van een radicaal 'niet-weten'. De huidige natuurwetenschappen bevestigen volgens sommige aanhangers van de newage-beweging het holistische wereldbeeld.

#### Weerstand
De vergelijking tussen natuurwetenschappen en oosterse spiritualiteit roept weerstand op bij veel natuurwetenschappers. Newage-aanhangers maken zich volgens critici schuldig aan cherrypicking: onwelgevallige wetenschappelijke resultaten en theorieën worden genegeerd en wetenschappelijke theorieën worden in een context geplaatst waarin ze niet thuishoren. Ook wordt het principe van falsifieerbaarheid volgens deze critici met voeten getreden. Beweringen met verwijzing naar kwantummechanica zijn niet te bewijzen, en lenen zich zodoende niet voor falsificatie. De critici beschouwen newage-visies die zich beroepen op de moderne fysica daarom als pseudowetenschappelijk.

### Postmodernisme
New age lijkt deels overeenkomsten te vertonen met het postmodernisme. Kritische opvattingen over de criteria van wetenschappelijkheid lijken meer ruimte te geven aan alternatieve opvattingen over de werkelijkheid, zoals die in new age bestaan, ook wanneer dit door de betreffende critici binnen de wetenschappelijke wereld niet altijd is beoogd. Wetenschapsfilosofen als Thomas Kuhn, Paul Feyerabend en Jürgen Habermas hebben er op gewezen dat wetenschap niet leidt tot 'waarheid', maar tot onderbouwde uitspraken die op zijn best falsifieerbaar zijn, maar op zijn slechtst willekeurig en ideologisch geladen. Moderne opvattingen van wetenschap pleiten voor het betrekken van de context in de wetenschap. De sciëntistische opvatting, dat de natuurwetenschap superieur zou zijn aan zowel religieuze en spirituele benaderingen, als aan andere takken van wetenschap, wordt door deze critici afgewezen.
Toch betekent dit niet automatisch dat newage-opvattingen bevestigd worden door deze postmoderne kritieken. Eerder is het zo dat het postmodernisme kanttekeningen zet bij àlle 'grote verhalen', dus ook bij het idee dat de mensheid een nieuwe fase van haar ontwikkeling ingaat, of dat het menselijk bewustzijn evolueert richting 'eenheidsbewustzijn'. Deze ideeën kunnen ook gezien worden als menselijke constructies, die betekenis geven aan het bestaan.

## Verder lezen
Ontstaan van New Age
- Hanegraaff, Wouter J. (1996), New Age Religion and Western Culture. Esotericism in the mirror of Secular Thought. Leiden/New York/Koln: E.J. Brill.
- Ferguson, Marilyn (1980), The Aquarian Conspiracy. Personal and social transformation in the 1980's. Granada Publishing Limited.
- Capra, Fritjof (1991), Het keerpunt. Wetenschap, samenleving en de opkomst van de nieuwe cultuur. Amsterdam: Uitgeverij Contact.

Spirituele psychologie
- Knibbe, hans (1999), De niet-herkende Boeddha. Over neurose als niet herkende boeddhakwaliteit, over psychotherapie, spiritualiteit, individuatie en overdracht. Servire
- Welwood, John (2000), Psychologie van de ontwaking. Boeddhisme, psychotherapie, persoonlijke en spirituele transformatie. Servire
- Brazier, David (2001), Zonder gruis geen parels. Rotterdam: Asoka

New age en natuurwetenschappen
- Zukav, Gary (1984),De dansende woe-li meesters. Een overzicht van de nieuwe fysica. Amsterdam: Uitgeverij Bert Bakker.
- Capra, Fritjof (1986), De Tao van fysica. Een onderzoek naar de parallellen tussen de moderne fysica en oosterse mystiek. Amsterdam: Uitgeverij Contact.